# Hugo Elliot
Hugo Isak Elliot, född 11 december 1870 på Mariedals slott, Skaraborgs län, död 12 november 1953, var en svensk ämbetsman.
Elliot blev juris utriusque kandidat vid Uppsala universitet 1898, genomförde tingstjänstgöring 1898–1901, var tjänsteman i Kammarkollegium 1901–1912, amanuens 1903–1909 och t.f. kanslisekreterare i jordbruksdepartementet 1909–1913, föredragande i Regeringsrätten 1909–1913, byråchef i Pensionsstyrelsen 1914–1936, generaldirektörens ställföreträdare där 1924–1933 och t.f. generaldirektör där 1933–1937.
Elliot var en av fullmäktige för pensionsförsäkringsfonden 1924–1937, ledamot i 1928 års pensionsförsäkringskommitté, sekreterare hos centralrådet för skogsvårdsstyrelsernas förbund 1908–1927, ordförande i styrelsen för Föreningen för lytta och vanföra i Stockholm sedan 1920, styrelseledamot och kassaförvaltare i svenska vanföreanstalternas centralkommitté sedan 1921, dess byråföreståndare sedan 1937, ledamot och vice ordförande i allmänna civilförvaltningens lönenämnd 1928–1935, styrelseledamot i AB Svenska Tobaksmonopolet 1925–1931, ordförande i Föreningen för välgörenhetens ordnande sedan 1936 och i styrelsen för Bångska stiftelsen från 1940.
Elliot deltog som sakkunnig i flera utredningar om bland annat socialförsäkring, vanföre-, skogs- och tuberkulosvård. Han skrev uppsatser i sociala handböcker och tidskrifter. Elliot är begravd på Norra begravningsplatsen utanför Stockholm.